# Deutsch-georgische Beziehungen
Die Deutsch-georgischen Beziehungen sind von einer engen Partnerschaft geprägt und Deutschland unterstützt Georgien bei der sozialen, politischen und wirtschaftlichen Transformation. Die Beziehungen der beiden Länder gehen auf das frühe 19. Jahrhundert zurück.

## Geschichte
Im Jahre 1801 wurde der Geograf und Orientalist Heinrich Julius Klaproth vom Russischen Zarenreich in die neu ins Reich annektierte Region Kartli und Kachetien geschickt, um diese zu erforschen. Im Jahre 1817 begann die deutsche Einwanderung nach Georgien mit der Ankunft von 50 Familien aus Schwaikheim in Württemberg. Deutsche Einwanderer gründeten neue Siedlungen, darunter Elisabethtal und Neu-Tiflis. 1829 wurde von dem deutschen Siedler Flor Schönberg die erste Apotheke in Tiflis eröffnet und fünf Jahre später wurde hier eine lutherische Kirche eingeweiht und 1846 schließlich eine Brauerei errichtet. Die Kaukasusdeutschen leisteten bedeutende Beiträge zur wirtschaftlichen Entwicklung der Region und 1871 wurden die deutschen Siedler Georgiens den anderen Bürgern des Zarenreichs rechtlich gleichgestellt.

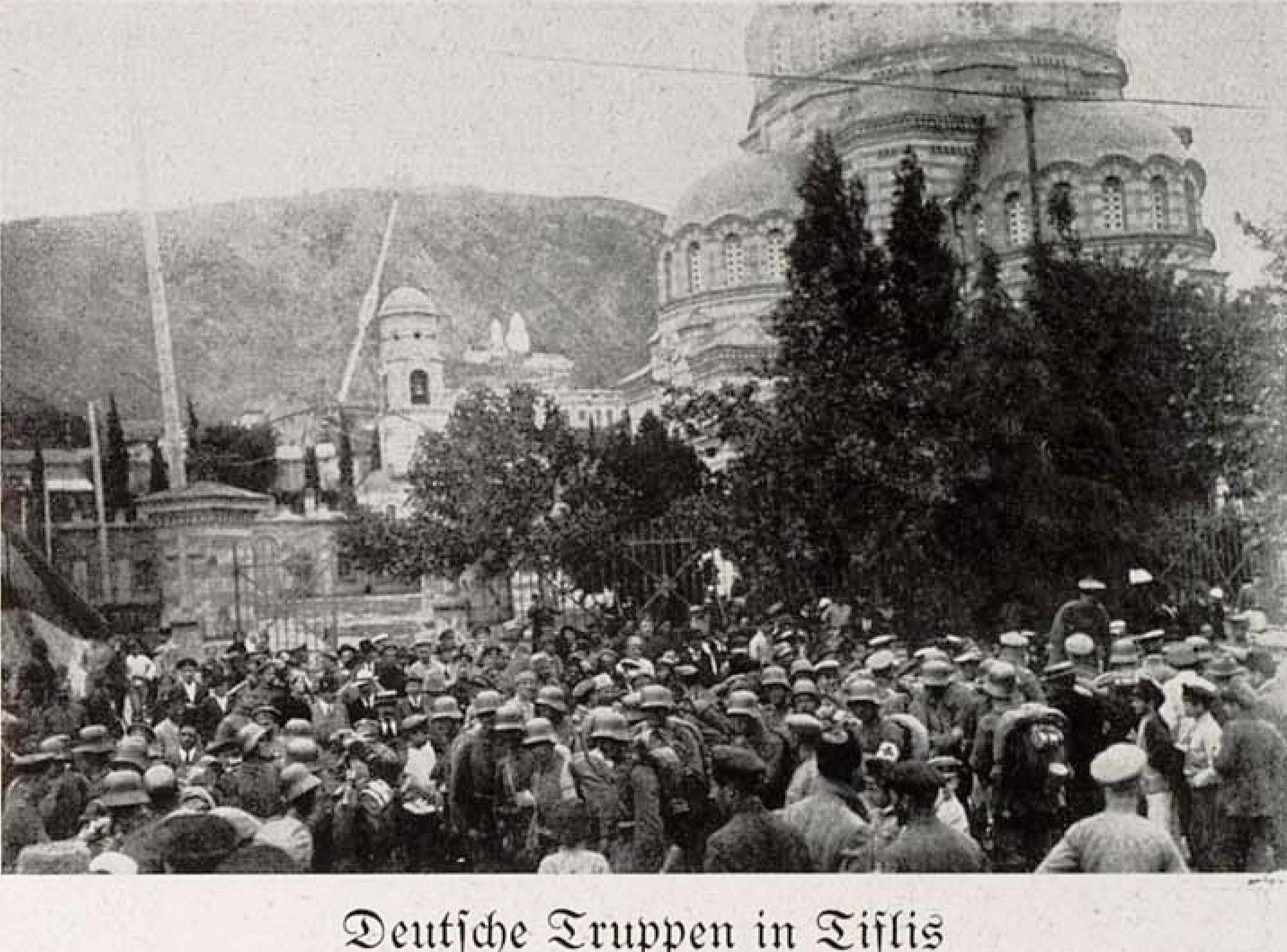
Deutsche Truppen in Tiflis (1918)

Friedrich-Werner Graf von der Schulenburg wurde ab 1911 der Konsul des Deutschen Reiches in Tiflis. Mit dem Beginn des Ersten Weltkriegs wurden deutsche Siedlungen im zaristischen Georgien umbenannt. Gleichzeitig gründeten georgische Studenten das Komitee für die Unabhängigkeit Georgiens in Berlin. Das Deutsche Reich unterstützte die Unabhängigkeit Georgiens und auf der Seite Deutschlands kämpften knapp 1.500 Georgier an der Ostfront. Zur Strafe wurden Deutsche in Georgien vom Zaren von Landbesitz und Landerwerb ausgeschlossen. Deutsche Militärs, unter ihnen Erich Ludendorff, Erster Generalquartiermeister in der Obersten Heeresleitung (OHL), setzten in ihren Plänen auf einen unter deutschem Einfluss stehenden Kaukasus mit Georgien als Kern. Deutschland plante, Georgien Schutz gegenüber den Osmanen im Gegenzug für den Zugriff auf die Rohstoffvorkommen des Landes anzubieten. Am 26. Mai 1918 erklärte sich die Demokratische Republik Georgien für unabhängig, was zwei Tage später von Deutschland anerkannt wurde, das einen Botschafter entsendete. Nach der Annexion Georgiens durch die Sowjetunion drei Jahre später wurden die diplomatischen Beziehungen allerdings wieder abgebrochen.
Als Widerstandsorganisation gegen die sowjetische Besatzung formierte sich 1924 das Georgische Komitee Weißer Georg, welches von georgischen Exilanten in Deutschland gegründet wurde. Ein Jahr später besuchte eine Gruppe deutscher Kommunisten das sowjetische Georgien. 1927 wird der ethnische Georgier Josef Stalin zum Diktator der Sowjetunion. Er schloss 1939 den Hitler-Stalin-Pakt mit NS-Deutschland unter Adolf Hitler. Mit Beginn des Deutsch-Sowjetischen Krieg wurde eine Georgische Legion mit ca. 12.500 Kämpfern aufgestellt, die auf der Seite Deutschlands gegen die Sowjets für eine versprochene Unabhängigkeit Georgiens kämpften. Als Vergeltung für den deutschen Angriff wurde die deutschstämmige Bevölkerung Georgiens von Stalin nach Sibirien und Zentralasien deportiert. Die letzten Einheiten der georgischen Legion wurden 1944 besiegt. Beim georgischen Aufstand auf Texel ermordeten georgische Hilfssoldaten kurz vor Kriegsende 400 Angehörige der Wehrmacht mit Messern im Schlaf. Auf Seite der Sowjetunion kämpften 700.000 Georgier gegen die Achsenmächte und 190.000 von ihnen wurden im Kampf getötet. Weitere 110.000 georgische Zivilisten starben an den Folgen des Krieges.
Nach dem Ende des Krieges begann Radio Free Europe / Radio Liberty ab 1953 von München aus in georgischer Sprache zu senden. Die Georgische SSR unterhielt als Teil der Sowjetunion ab 1949 Beziehungen zur Deutschen Demokratischen Republik (DDR) und ab 1955 Beziehungen zur Bundesrepublik Deutschland (BRD). Im Rahmen des politischen Tauwetters in der Sowjetunion schloss die Universität des Saarlandes im Jahre 1983 ein Partnerschaftsabkommen mit der Staatlichen Universität Tiflis ab, nachdem 1975 bereits eine Städtepartnerschaft zwischen Saarbrücken und Tiflis geschlossen wurde. Nach dem Zerfall der Sowjetunion erkannte das wiedervereinigte Deutschland am 13. April 1992 die Unabhängigkeit Georgiens an. Deutsche Stiftungen und die deutsche Entwicklungshilfe wurden schon bald darauf im Land aktiv und beide Länder wurden enge Partner. Nach der Rosenrevolution 2003 orientierte sich Georgien politisch stärker in Richtung des Westens. Im Jahre 2010 eröffnete Georgien eine Botschaft in Berlin-Tiergarten. Mit der Unterzeichnung eines Assoziierungsabkommens 2016 mit der EU vertiefte das Land seine Westintegration weiter. Im Jahre 2022 stellte Georgien einen Antrag auf die Vollmitgliedschaft in der EU.

## Wirtschaftlicher Austausch
Beide Länder haben Abkommen über Förderung und gegenseitigen Schutz von Kapitalanlagen (1998) und Doppelbesteuerung geschlossen (2007). Es besteht seit 2007 eine Deutsche Wirtschaftsvereinigung in Tiflis. Seit 2016 besteht ein Freihandelsabkommen zwischen der Europäischen Union und Georgien. Dank der geschlossenen Abkommen und einer Reihe von wirtschaftsfreundlichen Reformen wurde Georgien zu einem deutlich attraktiverem Standort für die deutsche Wirtschaft. Im Land sind knapp 300 deutsche Unternehmen tätig.
Das gemeinsame Handelsvolumen betrug im Jahre 2021 knapp 472 Millionen Euro, davon 380 Millionen deutsche Exporte nach Georgien. Deutschland exportiert in das Land vor allem Autos und Kfz-Teile, Maschinen und chemische Erzeugnisse und importiert im Gegenzug Nahrungsmittel (v. a. Nüsse) und Textilien. Georgien hat seinen Handel stark auf die EU ausgerichtet und Deutschland ist Georgiens wichtigster Handelspartner innerhalb der EU.

## Entwicklungshilfe
Die Gesellschaft für Internationale Zusammenarbeit (GIZ) ist seit 1992 in Georgien aktiv. In den 30 Jahren nach Georgiens Unabhängigkeit hat Deutschland über eine Milliarde Euro an Wirtschaftshilfen geleistet, wobei die meisten Hilfen in Form von Darlehen erfolgten. Bei der gemeinsamen Entwicklungszusammenarbeit ist das oberste Ziel die Unterstützung des gesellschaftlichen und politischen Transformationsprozesses und die Angleichung an die Standards der Europäischen Freihandelszone.
Nach dem Kaukasuskrieg 2008 leistete Deutschland humanitäre Hilfe an Georgien und unterstützte den Wiederaufbau zerstörter Gebiete. Projekte, die von Deutschland unterstützt werden, reichen von Wasserinfrastruktur bis zur Dezentralisierung der öffentlichen Verwaltung. Die Kreditanstalt für Wiederaufbau (KfW) half in der Vergangenheit beim Aufbau des Strommarktes.

## Kultur und Bildung
Die kulturellen Kontakte nach Georgien wurden mit der Unabhängigkeit Georgiens deutlich ausgebaut, nachdem 1993 ein bilaterales Kulturabkommen geschlossen wurde. Im Jahre 2018 war Georgien das Gastland der Frankfurter Buchmesse. Deutschland ist durch das Goethe-Institut, den Deutschen Akademischen Austauschdienst (DAAD), durch die Zentralstelle für das Auslandsschulwesen sowie verschiedene politischen Stiftungen in Georgien vertreten. Die Deutsche Internationale Schule Tiflis wurde 2010 eröffnet. Knapp 2000 Georgier studieren in Deutschland und es bestehen über 70 Hochschulkooperationen zwischen beiden Ländern. Seit 2013 besteht ein Verein zur Bewahrung des deutschen Kulturguts im Südkaukasus. Mit der Kaukasischen Post besteht in Georgien noch eine deutschsprachige Zeitung.

## Migration
In den 1940er Jahren lebten in über 20 Städten Georgiens mehr als 24.000 Deutsche. Infolge der antideutschen Politik der sowjetischen Regierung während des Zweiten Weltkriegs wurden von Oktober 1941 bis April 1942 die meisten Deutschen Georgiens von den sowjetischen Behörden aus der Republik deportiert. Die einst große und bedeutende deutsche Minderheit umfasst noch 400 Personen.
2015 lebten knapp 22.000 Georgier in Deutschland, die meisten davon in Großstädten.

## Diplomatische Standorte

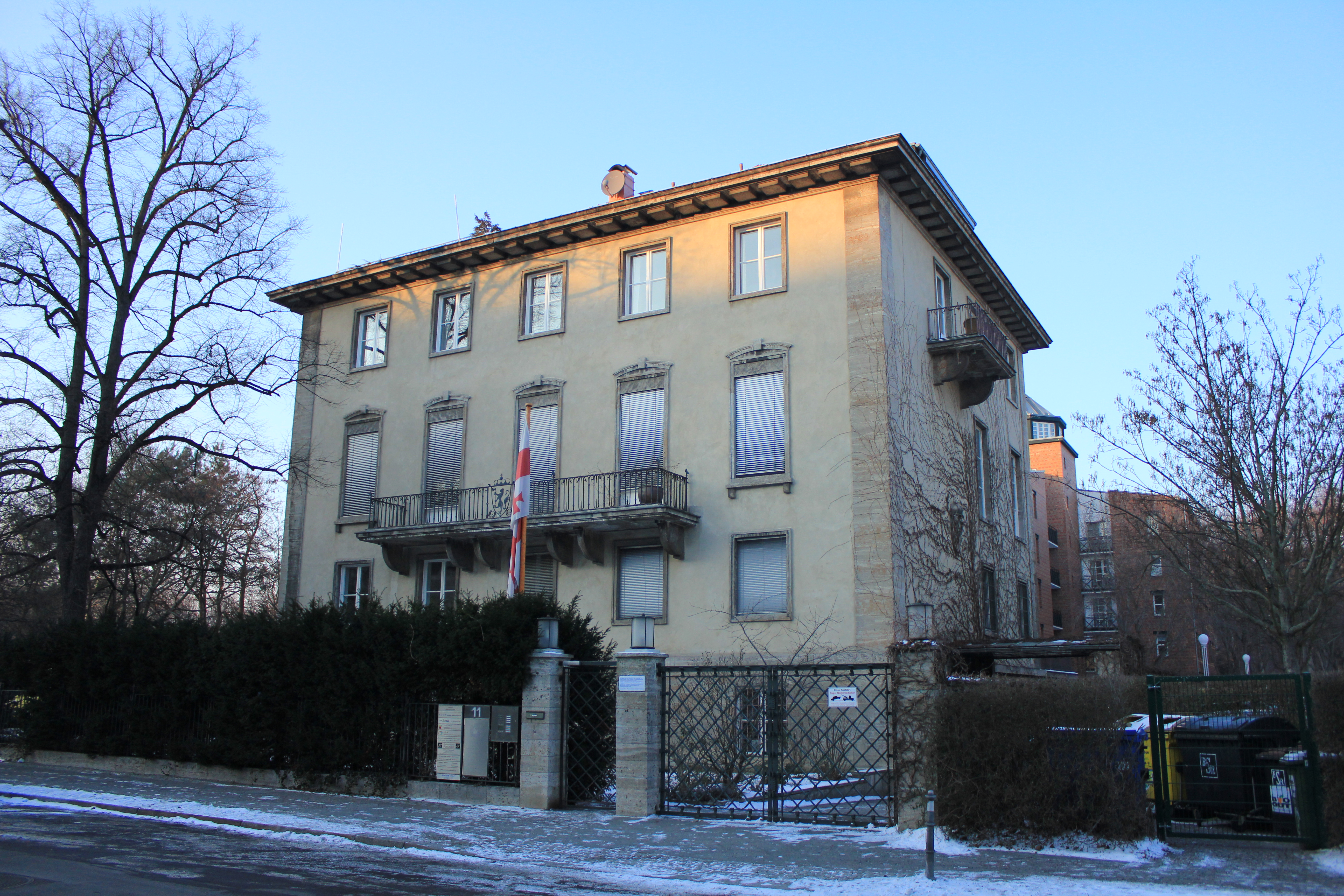
Georgische Botschaft in Berlin

- Deutschland hat eine Botschaft in Tiflis.[14]
- Georgien hat eine Botschaft in Berlin und Generalkonsulate in Frankfurt am Main und Stuttgart.[15]